# Rosedale (Indiana)
Rosedale es un pueblo ubicado en el condado de Parke en el estado estadounidense de Indiana. En el Censo de 2010 tenía una población de 725 habitantes y una densidad poblacional de 708,67 personas por km².

## Geografía
Rosedale se encuentra ubicado en las coordenadas 39°37′21″N 87°16′54″O / 39.62250, -87.28167. Según la Oficina del Censo de los Estados Unidos, Rosedale tiene una superficie total de 1.02 km², de la cual 1.02 km² corresponden a tierra firme y (0%) 0 km² es agua.

## Demografía
Según el censo de 2010, había 725 personas residiendo en Rosedale. La densidad de población era de 708,67 hab./km². De los 725 habitantes, Rosedale estaba compuesto por el 98.21% blancos, el 0% eran afroamericanos, el 0.14% eran amerindios, el 0% eran asiáticos, el 0% eran isleños del Pacífico, el 0.14% eran de otras razas y el 1.52% pertenecían a dos o más razas. Del total de la población el 1.1% eran hispanos o latinos de cualquier raza.